# Agronegócio brasileiro no Paraguai
O agronegócio brasileiro possui uma presença ampla, influente e controversa no Paraguai, especialmente nos territórios que fazem fronteira com os estados do Mato Grosso do Sul e Paraná. Os latinfundiários brasileiros alteraram profundamente o panorama da agricultura e da distribuição de terras no país. Nos departamentos de Canindeyú e Alto Paraná, brasileiros são donos de 60,1% e 55,2% das terras, respectivamente. No país como um todo, a proporção de terras sob propriedade de brasileiro é de 14,2%. Foram responsáveis pela introdução da soja na década de 1970, e da soja geneticamente modificada na década de 1990, da qual controlam, segundo estimativas, 80% da produção. Além de outras commodities típicas do agronegócio brasileiro, como o milho, o trigo e os produtos da pecuária. Essa população brasileira no Paraguai divide-se geralmente em dois grupos - os brasiguaios, que habitam o país e são, na maior parte, donos de pequenas propriedades; e os empresários brasileiros, que vivem no Brasil e acumulam terras no país vizinho como extensão do agronegócio no centro-oeste e sul.
Historicamente, essa influência remonta ao período de incentivo à instalação de latifundiários brasileiros durante a aproximação entre as ditaduras militares do Brasil e do Paraguai, quando foram iniciadas várias empreitadas extrativistas e de colonização agrária, fonte de diversos conflitos por terra com os camponeses e indígenas da região.
Para alguns pesquisadores, o avanço do agronegócio sobre o Paraguai é expressão do subimperialismo brasileiro na América do Sul, na linha da análise elaborada pelo sociólogo Ruy Mauro Marini já em 1977.

## História
As relações entre o Brasil e o Paraguai são historicamente limitadas, em razão da hegemonia argentina na região do Rio da Prata. Com o golpe militar em 1954, e a ascensão do ditador Alfredo Stroessner, o Paraguai inicia um processo de mudança da sua inserção geopolítica no continente, adotando uma política conhecida como diplomacia pendular para balancear sua relação com as potências vizinhas, Argentina e Brasil. Nesse sentido, a aproximação com o Brasil representava uma medida chave para remover o Paraguai da rígida esfera de influência argentina, na qual o regime militar sentia-se ameaçado, e abrir um novo corredor para o comércio ao leste. Enquanto que o Tratado de Itaipu constitui o primeiro passo significativo dessa aproximação, a nova política territorial e agricultural promovida por Stroessner produziu tendências duradouras e gradativamente mais intensas no interior do país, conectando-se com as transformações inerentes à chamada modernização conservadora instaurada no Brasil.
A partir da década de 1950, pronuncia-se no Brasil as tendências de expansão da fronteira agrícola, vinculada à mudanças tecnológicas e territoriais que intensificaram a concentração de terra e a desterritorialização dos trabalhadores rurais no país, especialmente na região sul. Assim, um processo relativamente orgânico de imigração para o Paraguai foi iniciado na década de 1950, que se intensificaria posteriormente com incentivos políticos, legais e financeiros ofertados pelo Estado do Paraguai - como o baixo preço das terras, a ausência de leis que regulassem a compra de terras por estrangeiros, e novas políticas de crédito através do Banco Nacional de Fomento. Em conjunto com esse imigração de trabalhadores rurais, latifundiários e corporações brasileiras também estenderam suas operações para o território vizinho, igualmente favorecidos pela política instaurada por Stroessner, facilitando a mobilização do grande capital para o país. Terras destinadas à reforma agrária, algumas das mais férteis e com abundância de recursos hídricos, foram irregularmente concedidas aos agricultures e corporações brasileiras.

## Conflitos socio-ambientais
A consolidação do agronegócio no Paraguai produz uma série de conflitos socio-ambientais análogos aos que permeiam o território brasileiro, exacerbados pela distância que os brasileiros mantém com a população local, com ocorrências frequentes de racismo, violência, inclusive através de forças de segurança privada, e abuso de poder político.
A introdução da soja, e especialmente da soja transgênica, afetou os cultivos alimentares locais, enfraquecendo a soberania alimentar da população. A contaminação por agrotóxicos, resultando do uso por vezes indiscriminado das substâncias químicas, também tem se difundido em regiões antes saudáveis, causando problemas de saúde em populações camponesas e indígenas.
Diversas formas de organização e contestação se difundiram em resposta ao poder do agronegócio brasileiros, com movimentos indígenas, campesinos e sindicais tomando atitudes críticas à política governamental considerada subserviente.